# Geocaching
Geocaching este un joc bazat pe poziționare GPS. Jocul constă în găsirea unor cutii cu 'comori' numite geocache sau cache, care sunt ascunse la anumite coordonate geografice. Totul este înregistrat pe site-ul www.geocaching.com, unde pot fi văzute coordonatele cutiilor (cache-urilor) ascunse în toată lumea. Un cache obișnuit este de fapt o cutie mică închisă ermetic ce conține o hârtie numită logbook. Cutiile mai mari pot conține diverse jucării sau lucruri de mică valoare ce se pot lua dacă sunt înlocuite cu altele. Geocaching-ul este descris ca fiind „un joc high-tech de-a v-ați ascunselea”.
Geocache-uri sunt plasate peste tot în jurul lumii pe toate cele șapte continente, incluzând Antarctica. După 25 ani de activitate există peste 3,3 milioane de geocache-uri active.

## Istorie
Geocaching-ul este similar cu un joc vechi de 150 de ani care folosește indicii și trimiteri la repere din povești. Geocaching-ul a fost conceput la scurt timp după eliminarea restricțiilor privind folosirea GPS-ului, la 1 mai 2000. Prima plasare documentată a avut loc pe 3 mai 2000 de către Dave Ulmer din Beavercreek, Oregon. Locația a fost postată pe site-ul sci.geo.satellite-nav ca fiind 45°17.460′N 122°24.800′W. Până pe 6 mai 2000 ea fusese găsită de două ori și logată o dată de Mike Teague din Vancouver, Washington. Potrivit mesajului lui Dave Ulmer cutia originală era o găleată neagră din plastic, îngropată jumătate în pământ și conținea software, clipuri video, cărți, alimente, bani și o praștie. A fost distrus de un aparat de tăiat iarbă. Singurul obiect care a rămas a fost o conservă de supă.
Pe acest loc se află acum o placă memorială, numită "Original Stash Tribute Plaque" (GCGVOP).

## Originea numelui
Activitatea s-a numit original "GPS ascunde și vânează" (GPS stash hunt sau gpsstashing). Dar aceasta a fost schimbată în urma discuțiilor de pe grupul gpsstash de pe site-ul eGroups (acum Yahoo). Pe 30 mai 2000, Matt Stum a sugerat că "a ascunde" ar putea avea conotații negative și a sugerat în schimb denumirea de "geocaching".

## Geocache-uri
În mod normal, un geocache este o cutie închisă ermetic, ce conține un log book și pix, diverse jucării, și se află la niște coordonate specificate. Acestea, alături de alte detalii despre locație, se află postate pe site-ul www.geocaching.com. Alți jucători obțin coordonatele de pe paginile cutiilor, și le caută folosind un aparat dotat cu receptor GPS. Cei ce găsesc cutiile, menționează acest lucru notându-și numele în log book și pe site. Este voie să se facă schimb cu obiectele din cutie, cu excepția log-ului și a pixului.
Geocache-urile normale nu sunt valoroase din punct de vedere financiar. De exemplu în ele se pot găsi monede, jucării mici, brelocuri, CD-uri, dar și lucruri ce se mută din cutie în cutie cum sunt Travel Bug-urile și Geocoin-urile. Traseul lor este monitorizat online. Jucătorii care plasează inițial un Travel Bug sau un Geocoin stabilesc un obiectiv ce poate fi atins sau nu.